# Álvaro Morata
Álvaro Borja Morata Martín (* 23. Oktober 1992 in Madrid) ist ein spanischer Fußballspieler. Der Stürmer steht bei der AC Mailand unter Vertrag und ist aktuell an Como 1907 ausgeliehen. Mit der spanischen Nationalmannschaft gewann er als Mannschaftskapitän die Europameisterschaft 2024.

## Karriere

### Im Verein
Álvaro Moratas erste bedeutende Station als Junior war Atlético Madrid, in dessen Nachwuchsmannschaften er von 2005 bis 2007 aktiv war. Nach einem Jahr beim Madrider Vorortklub FC Getafe wechselte der damals 15-Jährige schließlich im Sommer 2008 in die Jugend von Real Madrid. Nach einer Saison in der Altersklasse Juvenil C (U-17) stieg er in der Spielzeit 2009/10 zuerst zu Juvenil A (U-19) und dann zur Drittmannschaft Real Madrid C auf. In diesem Jahr gewann er die Copa de Campeones, die spanische U-19-Vereinsmeisterschaft.
Im Sommer 2010 wurde Morata Teil des Kaders von Real Madrid Castilla, der Zweitmannschaft des Klubs. Sein erstes Spiel in der Segunda División B bestritt er am 29. August 2010 gegen Coruxo FC. Sein Debüt in der ersten Mannschaft folgte am 12. Dezember 2010 in einer Ligabegegnung gegen Real Saragossa, als er in der 88. Spielminute für Ángel Di María eingewechselt wurde. Auch am Pokalsieg der „Königlichen“ war er mit einem Einsatz im Achtelfinale beim 8:0 gegen UD Levante beteiligt. In der Saison 2011/12 kam er erneut zu einem Spiel im Profikader. In der Zweitmannschaft Real Madrid Castilla agierte Morata in diesem Jahr vornehmlich als linker Außenstürmer, während sein Teamkollege Joselu das Angriffszentrum übernahm. Seiner Mannschaft gelang der Aufstieg in die Segunda División sowie der Meistertitel in der Segunda B, wobei er selbst 15 Tore in der Gruppenphase und drei weitere im Aufstiegsplayoff beisteuerte.
Zur Saison 2012/13 wurde Morata in den Kader der Profimannschaft aufgenommen. Am 11. November 2012 schoss er sein erstes Tor in der Primera División, als er nach seiner Einwechslung per Kopf zum 2:1-Sieg gegen UD Levante traf.

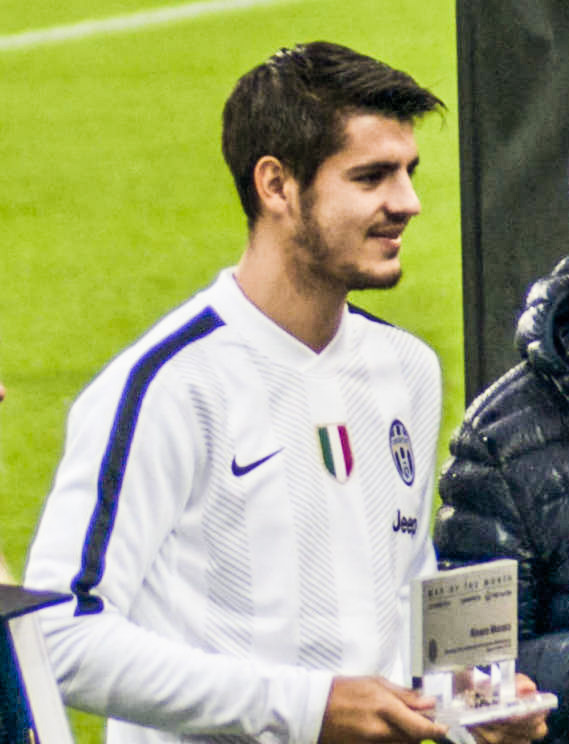
Morata als Spieler von Juventus Turin (2014)

Zur Saison 2014/15 wechselte Morata zum italienischen Rekordmeister Juventus Turin. In der Serie A wurde er mit der von Massimiliano Allegri betreuten Mannschaft auf Anhieb italienischer Meister. In der Champions League derselben Saison erreichte Morata mit seinem Team das Finale. Im Halbfinale gegen seinen Ex-Klub Real Madrid erzielte er beim 2:1-Heimsieg im Hinspiel und beim 1:1-Unentschieden im Rückspiel in Madrid jeweils einen Treffer. Im Finale gegen den FC Barcelona erzielte der den zwischenzeitlichen Ausgleich zum 1:1. Die Partie endete mit 3:1 für Barcelona.
Zur Saison 2016/17 kehrte Morata per Rückkaufoption zu Real Madrid zurück. Am Ende der Spielzeit gewann er mit den Königlichen die Meisterschaft und nach 2014 erneut die UEFA Champions League. Er kam dabei jedoch selten über die Rolle des Einwechselspielers hinaus, da Trainer Zinédine Zidane im Sturm weiterhin auf Karim Benzema setzte. Ungeachtet dessen erzielte Morata in 26 Ligaspielen 15 Tore und war damit nach Cristiano Ronaldo der zweitbeste Ligaschütze der Madrilenen. Bereits in der Rückrunde 2016/17 sprach Morata öffentlich seinen Unmut über die zu geringen Einsatzzeiten aus.
Zur Saison 2017/18 wechselte Morata zum FC Chelsea in die Premier League.
Im Januar 2019 kehrte Morata für zunächst eineinhalb Jahre auf Leihbasis zu seinem Jugendverein Atlético Madrid zurück. Bis zum Ende der Saison 2018/19 kam er unter Diego Simeone zu 15 Ligaeinsätzen (13-mal von Beginn), in denen er 6 Tore erzielte. Bereits zur Saison 2019/20 einigte sich Atlético mit dem FC Chelsea auf einen Erwerb der Transferrechte nach dem Ablauf der Leihe. In seiner zweiten Saison kam Morata auf 34 Ligaeinsätze (25-mal von Beginn), in denen er 12 Tore erzielte.
Ende September 2020 kehrte Morata für 10 Millionen Euro bis zum Ende der Saison 2020/21 auf Leihbasis zu Juventus Turin zurück. Anschließend hatte Juventus eine Kaufoption in Höhe von 45 Millionen Euro oder das Recht, die Leihe für weitere 10 Millionen Euro um ein Jahr zu verlängern. Die Kaufoption 2022 sollte dann 35 Millionen Euro betragen. Bei Juve traf der Stürmer auf den Cheftrainer Andrea Pirlo, der während seines ersten Engagements in Turin sein Mannschaftskamerad gewesen war. Morata kam 32-mal in der Liga zum Einsatz, stand 23-mal in der Startelf und erzielte 11 Tore. Nach neun Meisterschaften in Folge reichte es für Juventus nur für den 4. Platz, womit man sich für die Champions League qualifizierte. In der Champions League erzielte der Stürmer in 8 Einsätzen 6 Tore, allerdings schied Juve bereits im Achtelfinale aus. Zur Saison 2021/22 wurde die Option auf Verlängerung der Leihe genutzt.
Im Juli 2024 unterschrieb Morata einen bis 30. Juni 2028 laufenden Vertrag bei der AC Mailand. Am 6. Januar 2025 gewann er mit den Rossoneri die Supercoppa Italiana. Während der Saison wurde Morata an Galatasaray Istanbul ausgeliehen und zahlte eine Leihgebühr in Höhe von 6 Millionen Euro. Im August 2025 verließ Morata Galatasaray Istanbul vorzeitig. Galatasaray erhielt eine Abfindung in Höhe von fünf Millionen Euro von AC Mailand. Mit Galatasaray Istanbul wurde der Spanier türkischer Meister und Pokalsieger. Morata wechselte daraufhin leihweise mit Kaufoption zu Como 1907.

### In der Nationalmannschaft

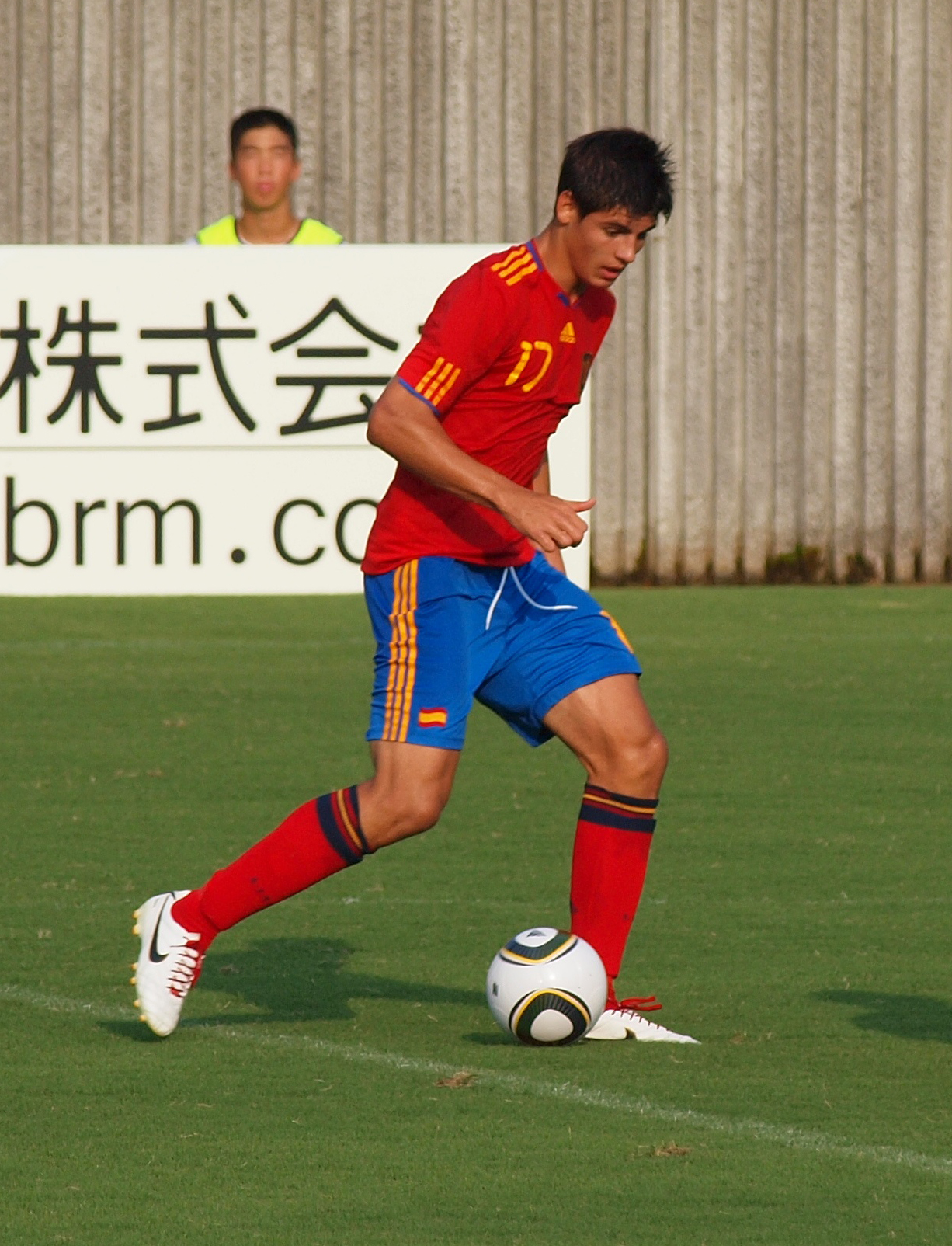
Morata bei der U19-Nationalmannschaft Spaniens (2010)

Morata bestritt mit Spanien die U17-Weltmeisterschaft 2009, bei der er in vier Spielen zwei Tore erzielen und mit seiner Mannschaft die Bronzemedaille gewann. Bei der U19-EM 2011 holte er mit Spanien den Titel durch ein 3:2 im Finale gegen Tschechien und war darüber hinaus mit sechs Treffern bester Torschütze des Turniers. Sein Debüt in der U21 feierte er im Zuge der Endrunde der EM 2013. Morata bestritt ein überzeugendes Turnier, kam in allen fünf Begegnungen zum Einsatz und wurde mit vier Treffern bester Torschütze des Bewerbes. Die Spanier setzten sich im Endspiel mit 4:2 gegen Italien durch und holten zum vierten Mal den Europameistertitel in dieser Altersklasse.
Bei der Europameisterschaft 2016 in Frankreich wurde er in das Aufgebot Spaniens aufgenommen. In allen Partien stand er in der Startaufstellung und mit drei Treffern war er der erfolgreichste Torschütze der Spanier. Im zweiten Gruppenspiel, dem 3:0-Sieg gegen die Türkei, erzielte er zwei Tore. Gegen Kroatien, im letzten Gruppenspiel bei der 1:2-Niederlage, brachte er sein Team mit 1:0 in Führung. Auch das anschließende Achtelfinale verlor das Team gegen Italien und schied aus.
Am 21. Mai 2018 wurde bekannt gegeben, dass Morata bei der WM-Endrunde in Russland nicht zum spanischen Aufgebot gehören werde. Spaniens Nationaltrainer Julen Lopetegui erklärte: „Wir wollten nicht vier Spieler für ein und dieselbe Position mitnehmen. Ich muss mich entscheiden, es tut weh, aber ich habe nun die Entscheidung getroffen“. Mit Diego Costa, Rodrigo Moreno und Iago Aspas hatte Morata zu viel Konkurrenz.
Bei der Europameisterschaft 2021 stand er im spanischen Aufgebot. Er erzielte im Turnierverlauf drei Tore, darunter den Ausgleich im Halbfinale gegen Italien, das schließlich im Elfmeterschießen verloren ging. Morata verschoss dabei entscheidend.
Bei der Europameisterschaft 2024 in Deutschland führte Morata die Spanier als Mannschaftskapitän zum Titel. Er kam in allen sieben Turnierspielen zum Einsatz und erzielte ein Tor.

## Titel und Auszeichnungen

### Nationalmannschaft
- Europameister: 2024
- UEFA-Nations-League-Sieger: 2023
- U21-Europameister: 2013
- U19-Europameister: 2011

### Vereine
International
- Champions-League-Sieger (2): 2014, 2017 (beide Real Madrid)
- Klub-Weltmeister: 2016 (Real Madrid)
- UEFA-Super-Cup-Sieger: 2016 (Real Madrid)

Spanien
- Meister (2): 2012, 2017 (beide Real Madrid)
- Pokalsieger (2): 2011, 2014 (beide Real Madrid)
- A-Junioren-Meister: 2010 (Real Madrid)

Italien
- Meister (2): 2015, 2016 (beide Juventus Turin)
- Pokalsieger (3): 2015, 2016, 2021 (alle Juventus Turin)
- Supercupsieger (2): 2020 (Juventus Turin), 2024 (AC Mailand)

England
- Pokalsieger: 2018 (FC Chelsea)

Türkei
- Meister: 2025
- Pokalsieger: 2025 (Galatasaray Istanbul)

### Auszeichnungen
- Torschützenkönig der U19-Europameisterschaft 2011
- Torschützenkönig der U21-Europameisterschaft 2013